# 가우시안 블러

가우시안 블러 또는 가우스 필터는 가우스 함수나 그 절단한 근삿값을 합성곱 적용해 이미지의 노이즈를 줄이는 기법이다. 윤곽선 검출 등의 노이즈에 민감한 이미지 처리에 많이 쓰인다.

## 같이 보기
- 이미지 노이즈
- 가우시안 필터
- 중간값 필터